# Isuzu Trooper
Isuzu Trooper (Isuzu Bighorn) — автомобіль компанії Isuzu. Класичний рамний позашляховик.
Експортувався в інші країни під назвами Isuzu Bighorn, Opel Monterey, Vauxhall Monterey, Holden Jackaroo, Acura SLX, Subaru Bighorn, Chevrolet Trooper.
До України модель офіційно не поставлялася, однак мала успіх на ринку позашляхових автомобілів. Аж до 2005 року Isuzu Trooper (Bighorn) продавався на Філіппінах. На зміну Trooper прийшла модель Isuzu Alterra.
Існує два покоління Isuzu Trooper (Bighorn):

## Перше покоління (1981-1991)

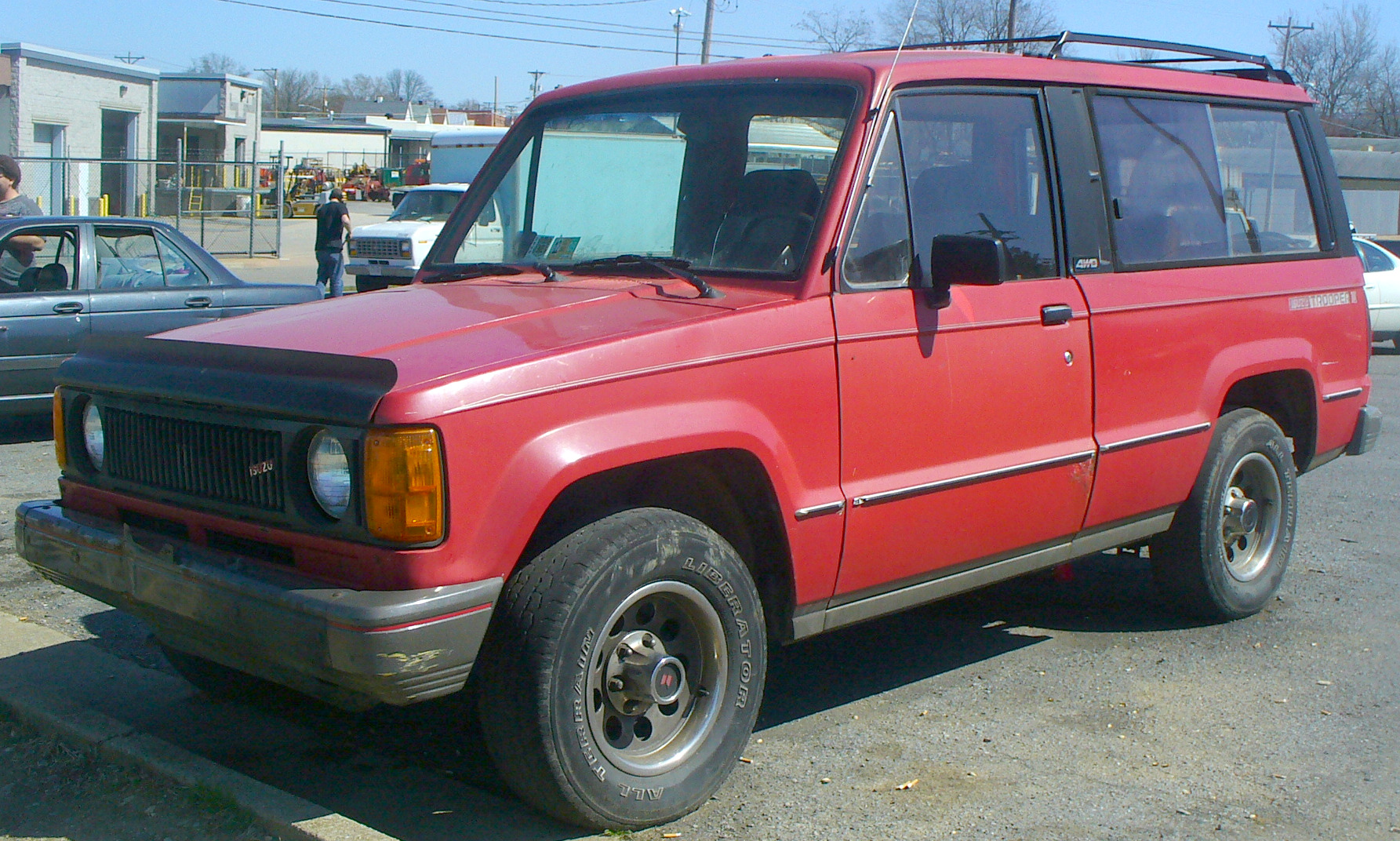
Isuzu Trooper I (1981-1986)

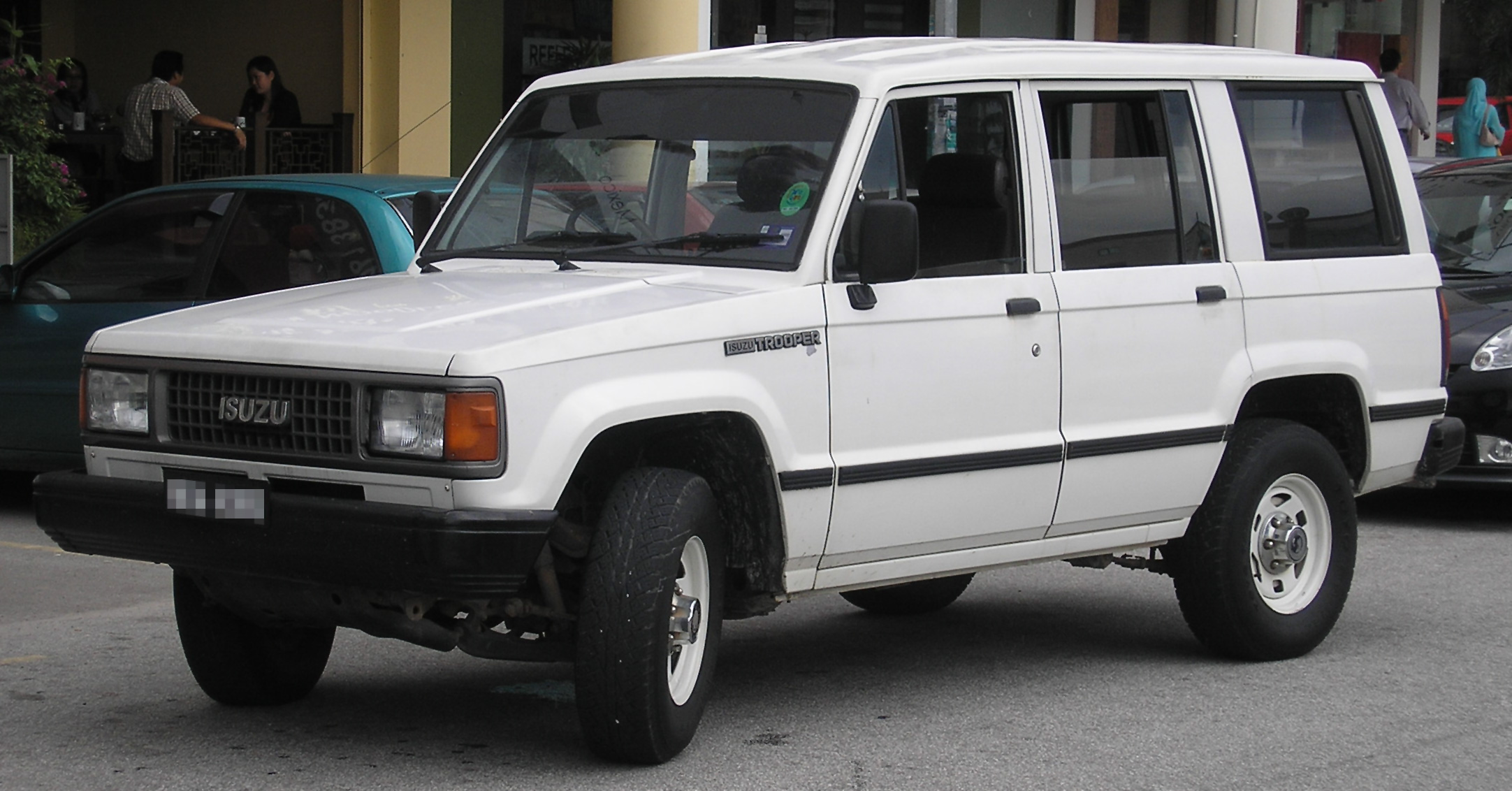
Isuzu Trooper I (1986-1991)

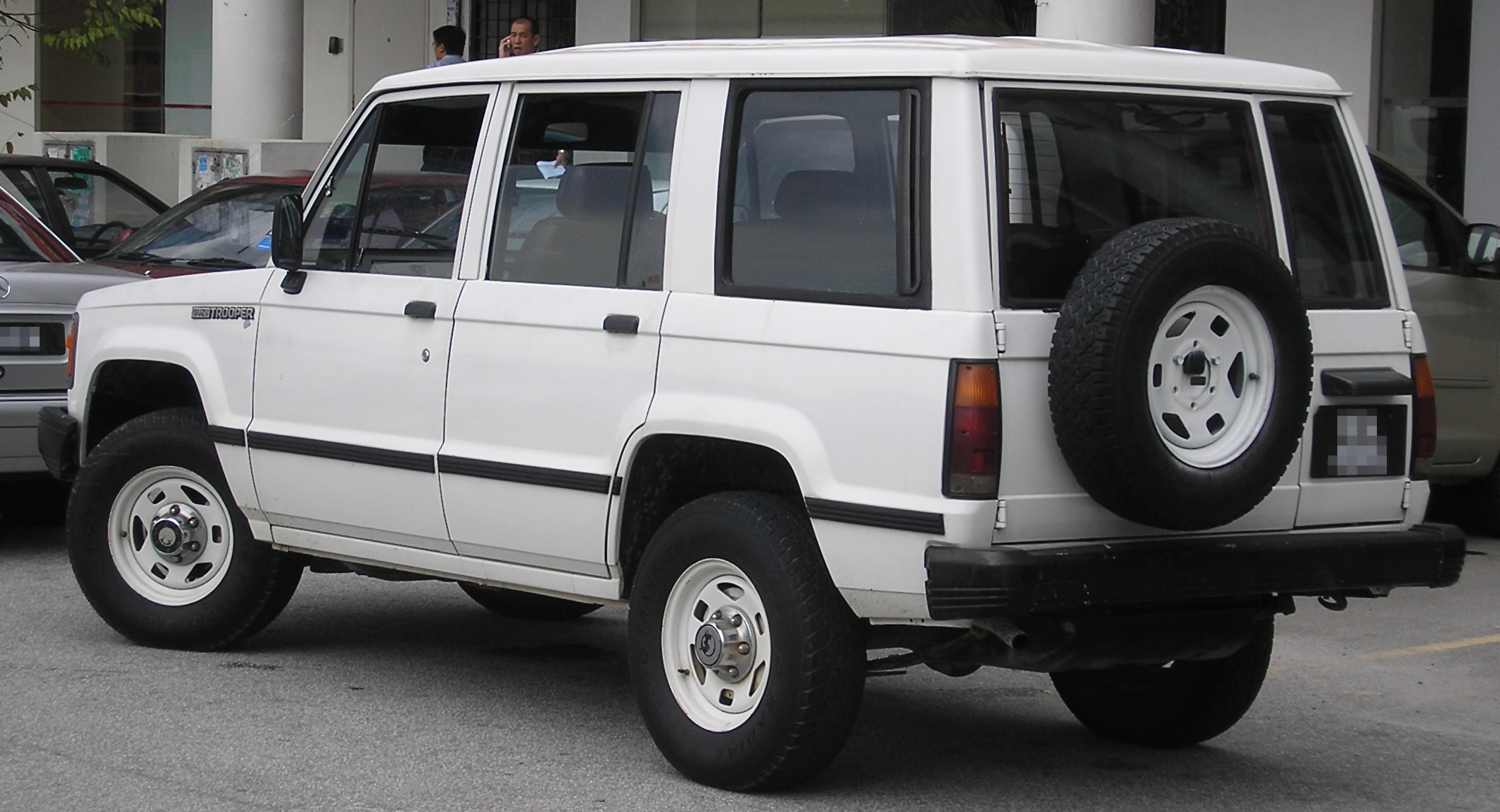
Isuzu Trooper I (1986-1991)

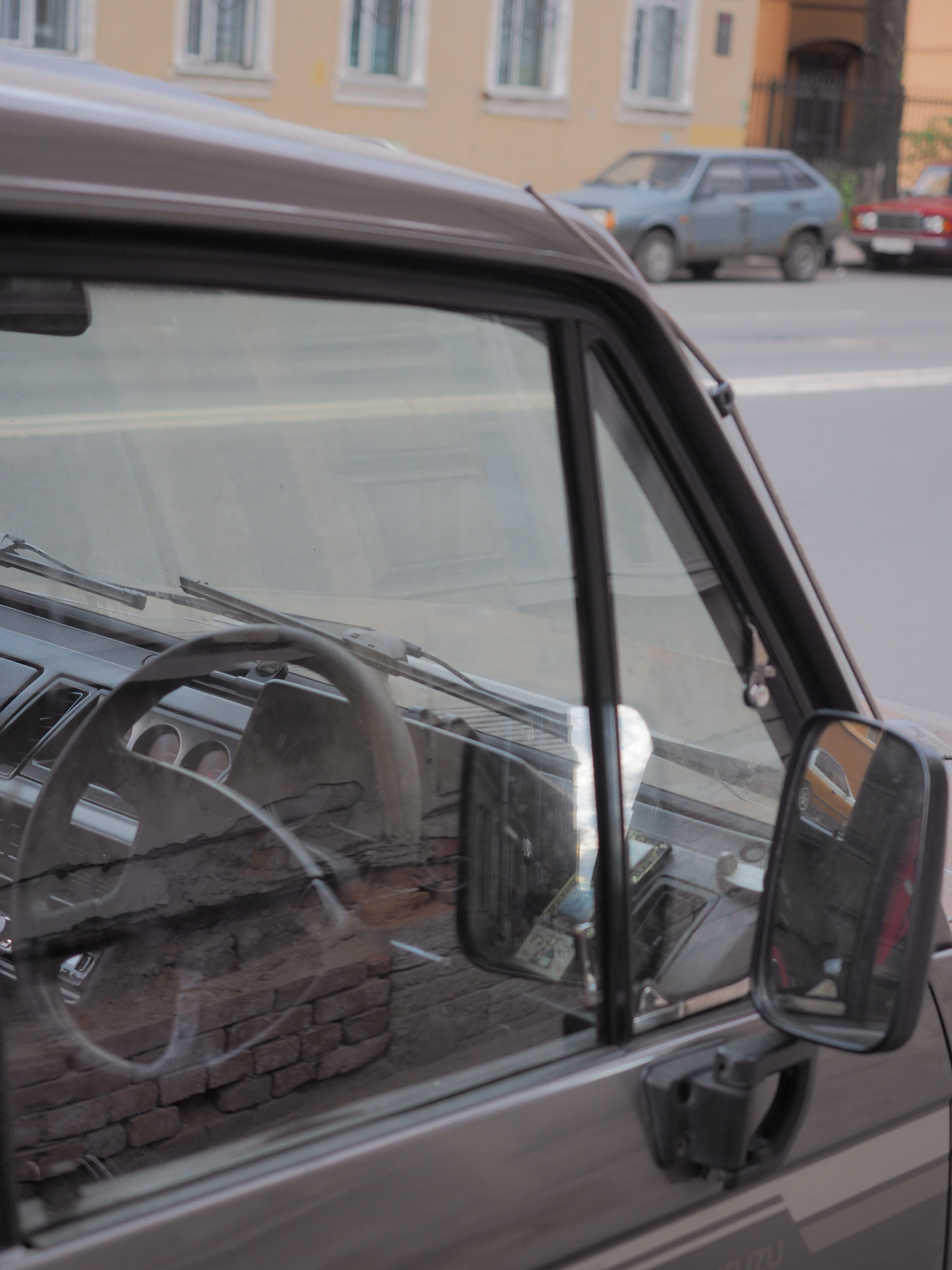

Найбільший у світі виробник важких вантажівок японська компанія Isuzu свій перший позашляховик під назвою Trooper (в перекладі «кавалерист») побудувала в 1981 році. Компактний і комфортабельний повнопривідний автомобіль став прямим конкурентом Mitsubishi Pajero. Навіть зовнішньо вони були схожі. У гамму Isuzu Trooper спочатку входили трьохдверні позашляховики і дводверний кабріолет з м'яким верхом. Трьохдверні версії в свою чергу були виконані як з короткою (2300 мм), так і з довгою (2650 мм) базою, що дозволило незабаром створити з подовженого варіанту повноцінний п'ятидверний позашляховик, що став найпопулярнішою моделлю в серії. У 1985 році з дебюту в Женеві ця версія Isuzu Trooper і почала атаку на європейський ринок.
Конструкція Trooper типова для японських компактних повнопривідних пікапів і позашляховиків: потужна лонжеронная рама, передня незалежна торсіонна підвіска з регульованою жорсткістю, задня залежна ресорна, реактивні тяги. Трансмісія з переднім мостом, демультиплікатором і блокуваннями диференціалів. Задні двері з навішеним запасним колесом двостулкові. Спочатку на Trooper ставили тільки 2,0 літровий 88-сильний бензиновий двигун і 2,2 літровий 61-сильний дизель. Для зовнішніх ринків пропонувалися потужніші силові агрегати: 2,3 літровий 92-сильний карбюраторний двигун і турбодизель потужністю 72 к.с.
Вже в 1986 році зовнішність Trooper модернізували: круглі фари замінили на прямокутні, решітка радіатора також стала іншою. Потужнішими стали двигуни: 2,6-літровий інжекторний розвивав 114 к.с. а тяговитий 2,8-літровий турбодизель потужністю 100 к.с. (без наддуву 87 к.с.). З'явилася п'ятидверна модифікація.
Дискові гальма всіх коліс, що для позашляховиків нетипово, та ще з ABS, працюють бездоганно. Муфти вільного ходу в передніх ступицах підключаються вручну.
Загалом, Isuzu Trooper першого покоління проявив себе як досить надійний автомобіль.

### Двигуни
- 1.9 L G200Z I4 (UBS13)
- 2.3 L 4ZD1 I4 (UBS16)
- 2.6 L 4ZE1 I4 (UBS17)
- 2.2 L C223 diesel/turbodiesel I4 (UBS52)
- 2.8 L 4JB1 diesel I4
- 2.8 L 4JB1-T turbodiesel I4
- 2.0 L G200 I4 (UBS13)
- 2.8 L LH7 V6
- 2.8 L LL2 V6

## Друге покоління (1992-2002)

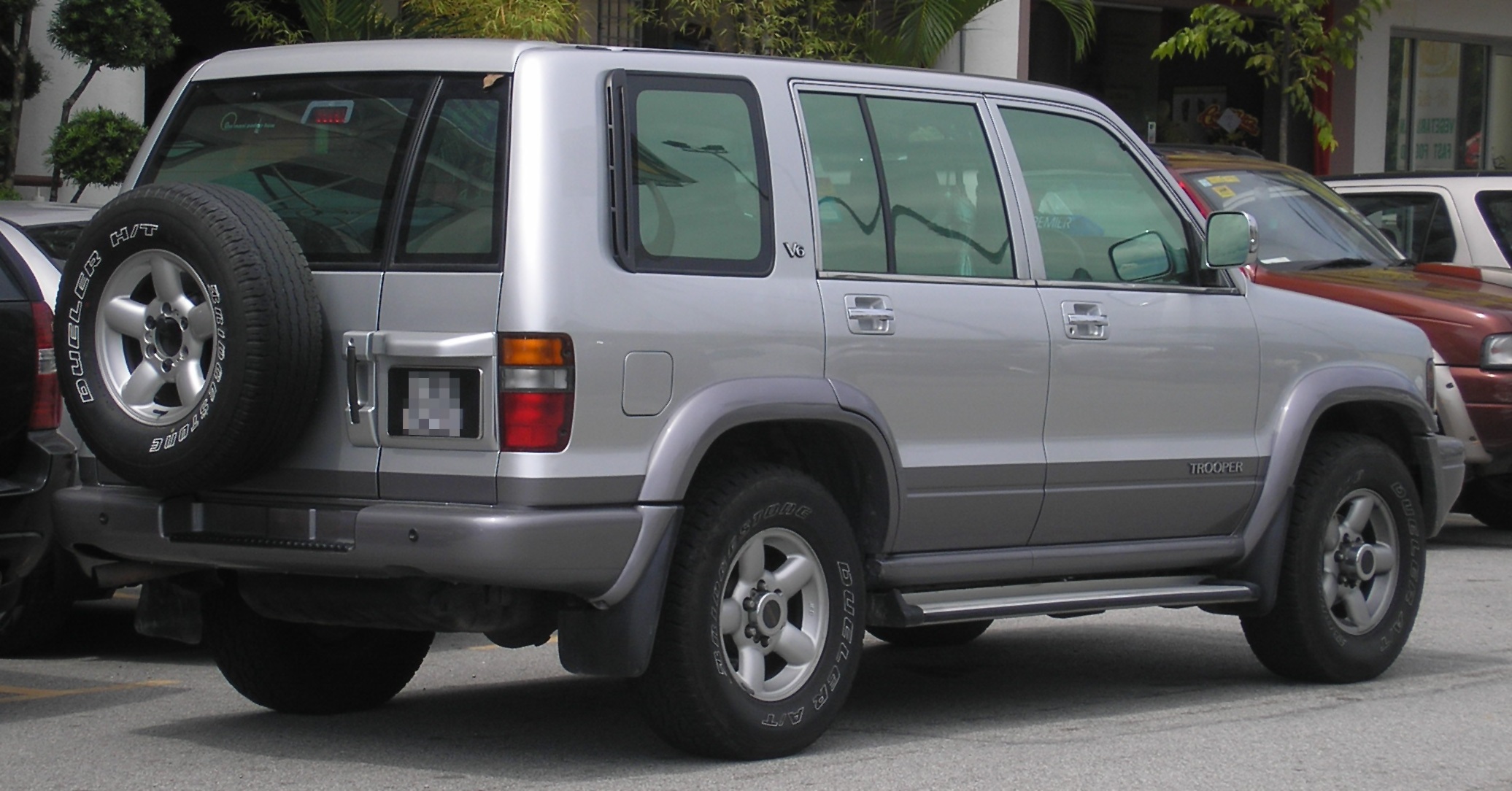
Isuzu Trooper II (1992-1998)

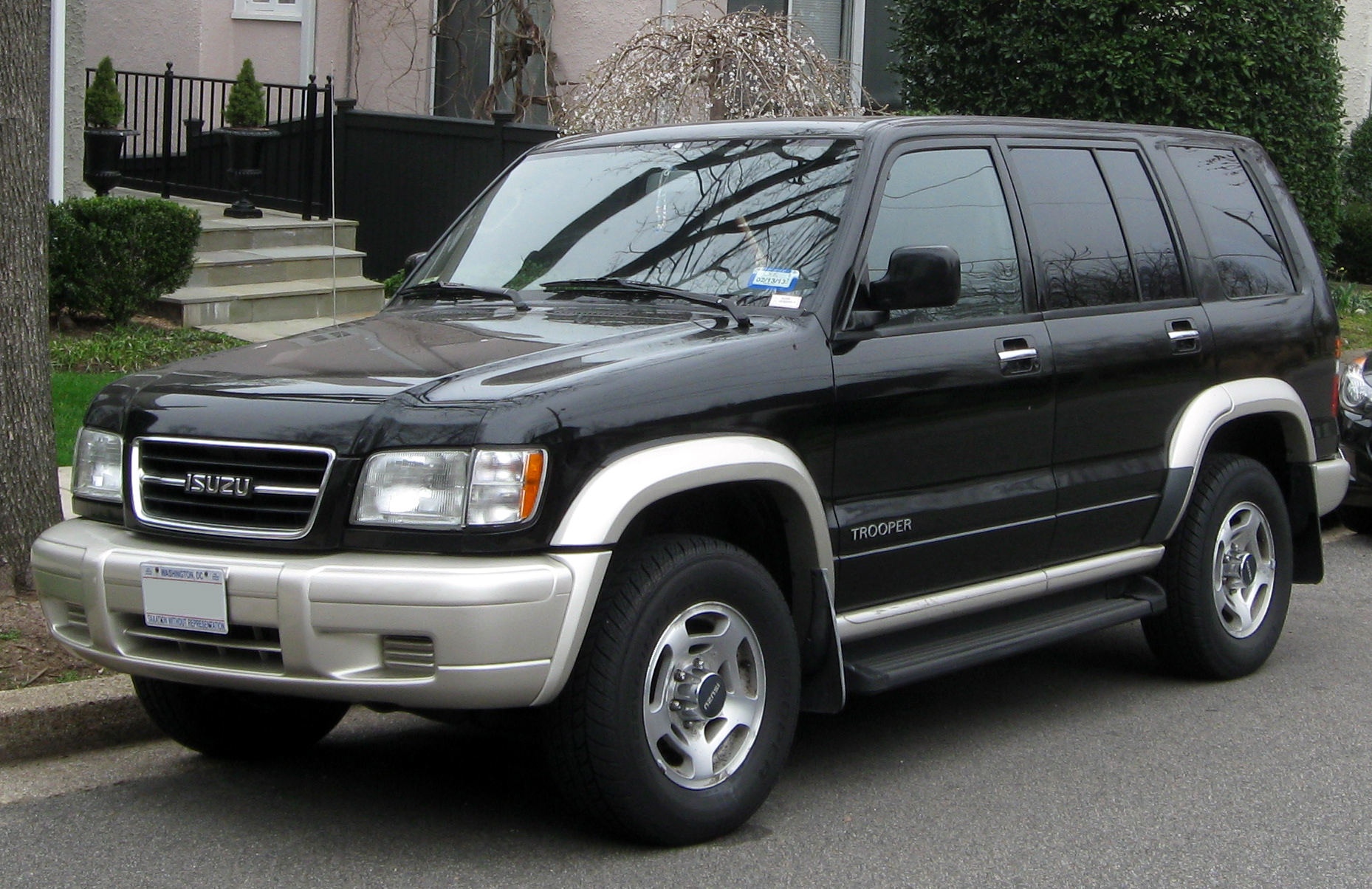
Isuzu Trooper II (1998-2002)

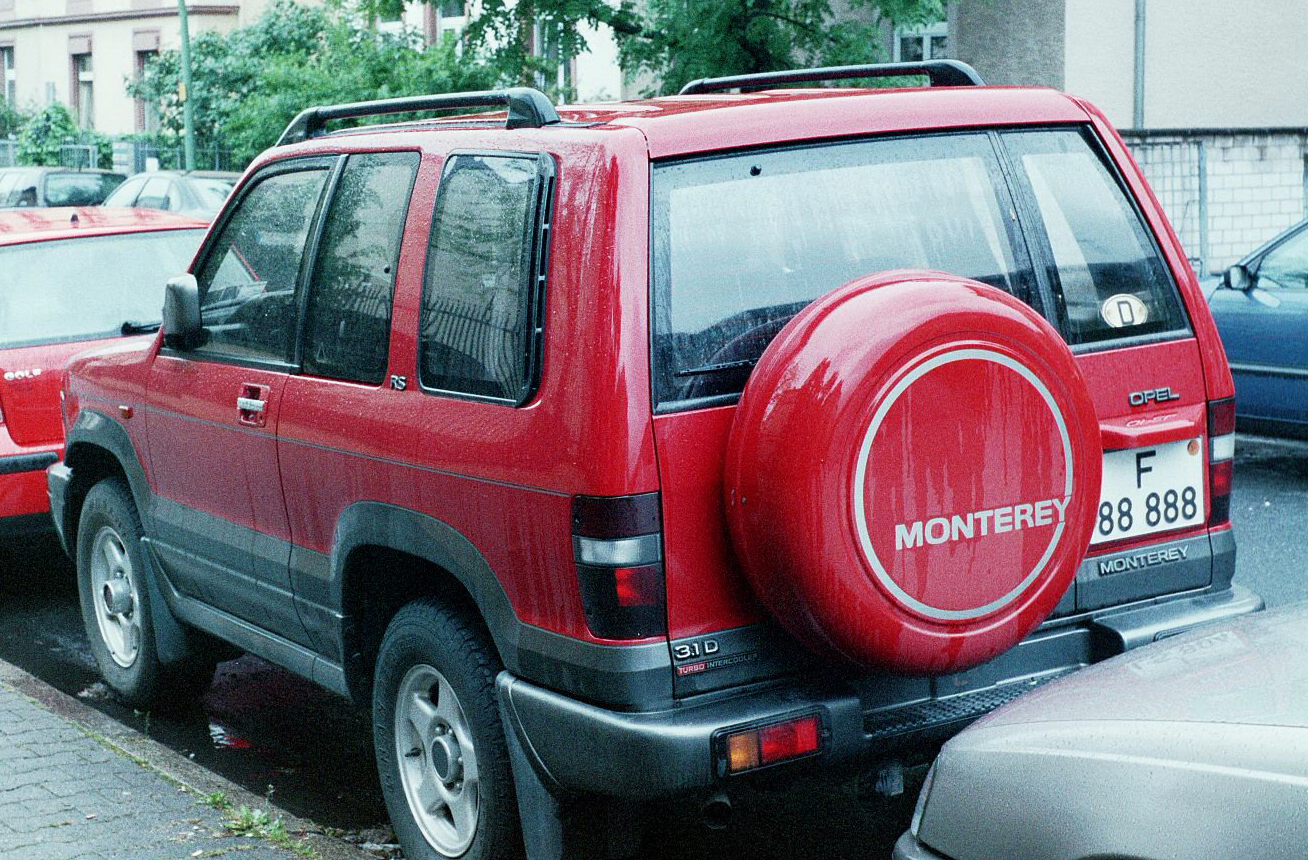
Opel Monterey 3дв.

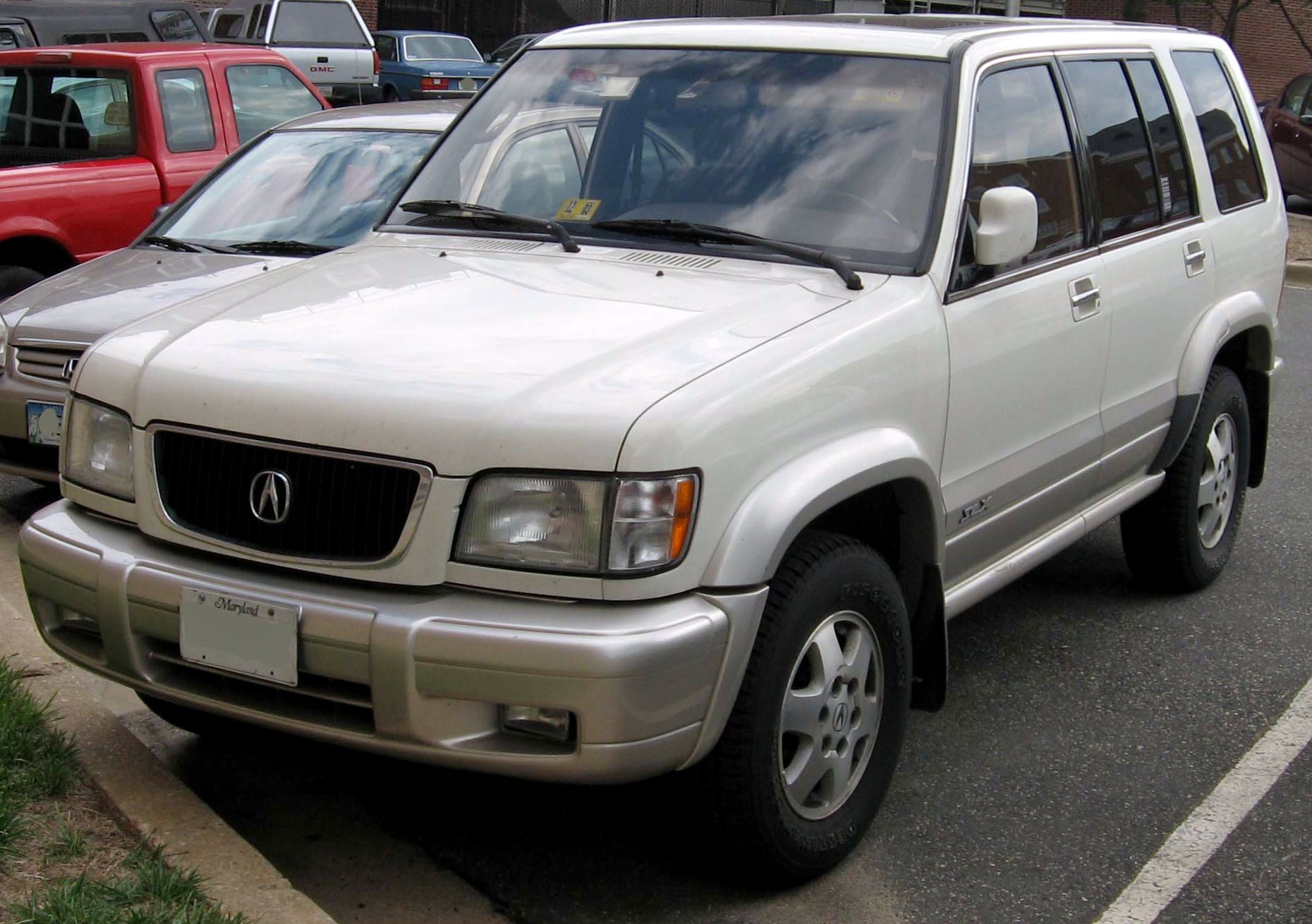
Acura SLX

Друге покоління Isuzu Trooper представлено в 1991 році в Японії. Випускалося в трьох-і п'ятидверних кузовах. Його конструкція зберегла спадкоємність з першою моделлю, тільки стала сучаснішою по дизайну і комфорту кузова. Муфти переднього моста, як і він сам, тепер включаються кнопкою з салону і навіть на швидкості (тільки до 100 км/год). Ходові якості стали ще кращими.
Модель, оснастили потужнішими двигунами: 3,2 літровим 24-клаланним V6 6VD1 з вприскуванням потужністю 193 л.с. (177 к.с. з каталітичним нейтралізатором) і 3,1 літровим 125 сильним турбодизелем 4JG2. Крім 5-ступінчастої механічною КП, передбачений 4-діапазонний «автомат». У дизеля відмінна економічність 13,1 л/100 км в місті, бензиновий ж у свою чергу витрачає до 16 л/100 км.
Згодом Trooper поширили на різних ринках під місцевими марками. Так у квітні 1992 року у світ вийшов Opel Monterey (він же Vauxhail), який відрізнявся лише шильдиками та обладнанням салону. У самій Японії з угоди з фірмою Honda модель стали продавати під ім'ям Horison, що суті автомобіля ніяк не змінювало. Зате призначений для північноамериканського ринку Acura SLX укомплектований по вищому розряду.
У 1998 році модель серйозно модернізували, причому зовні найбільш помітно відрізняється нова трьохдверна версія.
У 2001 році були проведені помітні оновлення дизайну, які включили: хромоване оздоблення бічних дзеркал і решітки радіатора з фірмовою емблемою, додавання нового збільшеного люка в даху, модернізацію головних фар зі скляними розсіювачами. Уздовж всього кузова розміщуються сталеві підніжки, які суттєво полегшують посадку і вихід з автомобіля. У нижній частині кузова розташовуються потужні буксувальні гаки. Із зовнішнього боку задніх дверей кріпиться кожух запасного колеса. Завдяки великим вікнам і тонким переднім стійкам, водієві забезпечується хороша всебічна видимість. Всі моделі Ісузу Trooper в базовій комплектації поставляються з: антиблокувальною гальмівною системою, незалежною передньою підвіскою, посиленим рульовим керуванням, системою круїз-контролю, двома передніми подушками безпеки, ременями з функцією попереднього натягу, кондиціонером, функцією підігріву дзеркал і передніх сидінь.

### Двигуни
- 3.2 L 6VD1 SOHC V6
- 3.2 L 6VD1 DOHC V6
- 3.5 L 6VE1 DOHC V6
- 3.0 L 4JX1 T D I4 (UBS73)
- 3.1 L 4JG2 TD I4 (UBS69)

## Автоспорт
- 1992 - Trooper переміг у своєму класі в Австралійському сафарі[en].
- 1993 - машини марки Trooper зайняли перше і друге місця в класі в Австралійському сафарі[en].
- 1994 - Trooper здобув перемогу у своєму класі в ралі-марафоні «Ралі Париж - Дакар».
- 1994 - Trooper прийшов першим у своєму класі в ралі Ралі фараонів[en].